# Penta (přítok Novy)
Penta je říčka v Litvě, v Suvalkiji, v okrese Šakiai. Pramení na severním okraji vsi Smilgiai, 40 km na západ od Kaunasu, 5,5 km na východ od Griškabūdisu. Říčka se klikatí v celkovém směru západním, jen střední tok je poněkud málo jižněji, než zbývající části toku. Je to pravý přítok Novy, do které se vlévá 5,5 km od jejího ústí do řeky Šešupė. Protéká jezerem Sintautų ežeras a rybníkem Totorviečių tvenkinys (rozloha: 55 ha). Průměrný průtok je 0,67 m³/s, průměrný spád je 83 cm/km.

## Přítoky
- Pravé:

| Hydrologické pořadí | Řeka     | Délka (km) | Povodí (km²) | Vzdálenost od ústí (km) | Ústí kde   | Koordináty ústí |
| ------------------- | -------- | ---------- | ------------ | ----------------------- | ---------- | --------------- |
| 15010685            | P - 2    | 4,4        | 4,0          | 27,7                    |            |                 |
| 15010686            | Rogupis  | 7,7        | 22,2         | 25,5                    | Pentiškiai |                 |
| 15010691            | Penta II | 12,3       | 17,6         | 9,1                     | Starkai    |                 |
| 15010673            | Penta I  | 13,8       | 33,5         | 8,8                     | Sintautai  |                 |

- Levé:

Říčka nemá významnější levé přítoky.

## Přilehlé obce
Smilgiai, Pentiškiai, Katiliai, Šlamai, Veršiai,
Skardupiai, Gaisriai, Starkai, Santakiai, Sintautai, Barandai, Totorviečiai, Kaupiškiai.

## Komunikace, vedoucí přes říčku
Přes Pentu vedou silnice č. 137 Jurbarkas - Šakiai - // - Griškabūdis - Pilviškiai; silnice č. 138 Šakiai - Kudirkos Naumiestis a několik silnic a cest místního významu.